# 西郷吉二郎
西郷 吉二郎（さいごう きちじろう）は、幕末に活躍した薩摩藩士で、西郷吉兵衛の次男。西郷隆盛の弟で西郷従道の兄。吉二郎は通称で、諱は隆廣。

## 来歴
1833年（天保4年） 西郷吉兵衛次男として薩摩国鹿児島城下の加治屋町に生まれる。1843年（天保14年）8月15日　藩主に初めてお目見えする。1852年（嘉永5年）9月27日に父の吉兵衛が死去すると（隆廣数え20歳）、翌1853年（嘉永6年）2月9日に兄の隆永（のちの西郷隆盛）が家督を相続した。
数えの25歳当時（1857年すなわち安政4年）は御勘定所書役を務めていたが、長兄隆盛が1862年（文久2年）に遠島に処せられると、末弟の小兵衛とともに遠慮を命じられ、もうひとりの弟の信吾（のちの西郷従道）は藩命に従い謹慎した。
戊辰戦争が勃発した1868年（慶応4年）、隆廣は番兵2番隊の監軍を拝命し越後国に出兵する。迎え撃つ奥羽越列藩同盟軍は同7月29日、再び落ちた長岡城を離れて会津方面へ退却を図り、城攻めにあたっていた番兵2番隊ら新政府軍は新潟港から上陸する隊と挟撃するべく、同盟軍を追って月岡・諏訪近辺から五十嵐川左岸の曲渕に至ると河畔に陣を営む（現在の新潟県三条市）。この「田島・曲渕の戦い」と呼ばれる交戦では、川を挟んで戦火を交えた両軍から多数の戦死者が出ており、同8月14日、隆廣は同盟軍の放った小銃弾を腰に受けて深い銃創を負い移送された柏崎の野戦病院で落命、越後高田で葬祭を行った。墓所は当初、曲渕の戦場跡の戊辰戦役記念碑のあたりと伝わるが、改葬され上越市金谷山公園にある。遺髪は鹿児島市に運んで西郷家の墓地に埋葬した。
1869年（明治2年）11月11日、隆廣遺族に扶持米70俵を30年限り下賜される。
1916年（大正5年）12月28日、従五位を追贈された。

## 親族
- 父：西郷吉兵衛
- 母：政佐
- 妻：マス（有馬九之丞の娘。慶応元年（1865年）10月16日死去。法名は玉質貞艶大姉。末弟の西郷小兵衛妻とは別人）
  - 子女：1男1女

- ミツ（足立幾彦の妻、母は有馬氏。）
- 西郷隆準（母は有馬氏、式部官正六位。父を家祖として明治3年（1870年）閏10月14日に西郷隆盛家より分家。隆盛の長男菊次郎とベルリンに留学。）

- 後妻：園（仁礼平蔵の妹。明治29年（1896年）11月13日死去。）

## 補足
隆廣は父をおくった2年後、1854年（安政元年）に東郷仲五郎（のちの東郷平八郎）に習字を教えた。
江戸に滞在することの多い兄に代わり、西郷家の家政を取り仕切り、兄の名代で藩の記録所に「差出」を提出したりした。隆盛は常に「自分が国家のために、聊か（いささか）ご奉公ができたのは、吉二郎が自分に代わって兄たる責務を果たしてくれたからの事で、自分は年齢の上からの兄で、実際の兄は吉二郎だ」と述懐していたという。
数え30歳の文久2年（1862年）、兄の隆盛が2回目に配流された沖永良部島の土持政照に当てて送った隆廣の手紙がある。配流先は終身流刑地であり、遠島者は知行や家財を没収された。西郷家も例外ではなかったが、石高41石余りはこの時までに処分済みで影は及ばなかったという。むしろ、この件で吉二郎をはじめとする兄弟全員が遠慮（自主的な外出制限）や謹慎（強制的な外出禁止・来客禁止）に処され失職したことのほうが響いたという。
文久3年（1863年）には長州藩が下関でフランス、オランダの戦艦に砲撃する5月の下関事変，7月の薩英戦争と衝突があり、公武合体派は8月にクーデター「八月十八日の政変」と呼ばれる朝議一変を起こした。

### 三条市の伝承活動
三条市は北越戊辰戦争の周年を記念し関連事業を実施し、郷土史の伝承活動を進める（150周年は2018年）。同事業の計画書によると2018年（平成30年）8月、9月に周年を解説する講演会、#記念碑の見学会など合計3回を催した。

## 登場作品
テレビドラマ
- 『田原坂』演：平田満（1987年 日本テレビ年末時代劇スペシャル）
- 『翔ぶが如く』演:村田雄浩（1990年、NHK大河ドラマ）
- 『篤姫』演：真島公平（2008年、NHK大河ドラマ）
- 『西郷どん』演：渡部豪太（2018年、NHK大河ドラマ）

### 関連資料
発行年順。
- 『明治元年殉難人名誌』（[出版者不明]、[出版年不明]）
- 西郷 従徳 編『母上の三年祭を迎えて』（西郷従徳、1931）
- 西郷従徳 編『西郷吉二郎大人』1939年6月。54頁、22cm。甥の故西郷隆興の遺児に寄せた。
- 松本 彦三郎『郷中教育の研究』（第一書房、1943）
- 甲南中学校社会科部会 編『甲南の先人』（甲南中学校、1963）
- 鹿児島県明治百年記念事業委員会 編『鹿児島と明治維新』（鹿児島県育英財団、1967

- 法政大学文学部史学研究室 編『日本人物文献目録』平凡社、1974年、（コマ番号：231、367）頁。「国立国会図書館内限定。」  - （コマ番号：231） 材の研究3ノ10
  - 昭14：西郷吉二郎②《西郷吉二郎大人》西郷従徳 （1939年）
  - 昭6：西郷清子②《母上の三年祭を迎へて》西郷従徳 （1931年）
  - （コマ番号：367）
  - 昭〓《聖将東郷全伝三巻三冊》小笠原長生 編、同刊行会

  - 改版。法政大学文学部史学研究室 編『日本人物文献目録』平凡社、1993年10月。    - （コマ番号：230）材の研究3ノ10
    - 昭〓西郷吉二郎ツ《西郷吉二郎大人》西郷従徳
    - 昭6：西郷清子②母上の三年祭を迎へて》西郷従徳（1931）
    - （コマ番号：66）
    - 昭〓《聖将東郷全伝三巻三冊》小笠原長生 編、同刊行会
- 松本 彦三郎『郷中教育の研究』（大和学芸図書、1978.01）
- 下竹原 弘志 編『郷土と日本を築いた熱き薩摩の群像700名』（指宿白水館、1990）
- 奄美郷土研究会 編『奄美郷土研究会報』第34号-35号（奄美郷土研究会、1994.09）
- 奄美郷土研究会 編『奄美郷土研究会報』 第35号（奄美郷土研究会、1995.09）
- 西郷南洲顕彰会専門委員会 編『敬天愛人』第13号（西郷南洲顕彰会、1995.09）
- 山田 尚二『西郷吉二郎の土持政照あて書簡』（西郷南洲顕彰会、1995.09）
- 西郷南洲顕彰会専門委員会 編『敬天愛人』第17号（西郷南洲顕彰会、1999.09）
- 岸田 葉子『曽祖父西郷吉二郎墓への墓参』（西郷南洲顕彰会、1999.09）
- 池田 芳宏『西鄕吉二郎と小兵衛兄弟』（西郷南洲顕彰会、2012.9）